# 卡車賽車

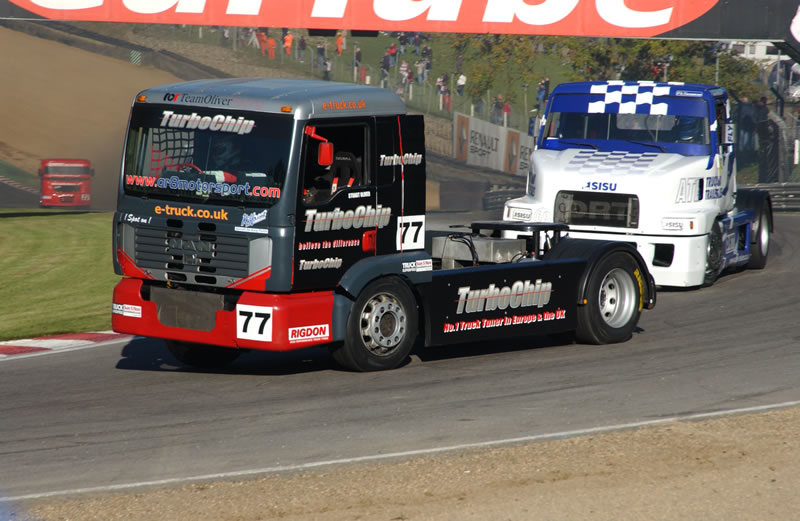
卡車賽車

卡車賽車（英語：Truck racing）是一種改裝卡車頭進行的賽車，
該運動起源於1987年的歐洲，享有巨大的成功，卻在1990年代有點沒落。然而在2010年後卡車賽事有所增加，目前有超過30支常態車隊。該比賽規則由「國際汽車聯合會」（FIA）制定，以確保車輛符合原來的佈局和風格，也確定安全標準。所有車手必須持有汽車運動協會頒發的比賽駕照，和團體或國家賽車隊認可的團隊執照。
最高比賽速度被限制在44.4公尺每秒（99.4英里每小時）為安全標準, 最低重量限制為5.5噸。比賽都是繞環型場地進行，通常比賽最後達到8至12圈。雖然比賽中禁止碰撞，但基於物理尺寸，比賽中的卡車於近距離的情況下彼此的輕微碰撞可能經常發生。然而很少有車手會在意外中受傷。
有別於其他形式的賽車運動，比賽車的規格必須符合整套規定不能任意組裝奇形怪狀的車輛，以確保所使用的核心結構相同。
在過去的20年卡車賽車代表隊涵蓋了大部分常見的卡車廠牌。法例允許卡車競爭中小改裝車輛，所以不太複雜的卡車引擎管理系統，懸掛和制動系統可以有效地進行差異化競爭。
目前卡車賽車的主辦機構是成立於1984年的“英國汽車賽車協會”。

## 外部連結
- British Truck Racing Association website
- TruckRacing.de （页面存档备份，存于） European Truck Racing information
- LesCamions.com - Truck Racing news, pictures and movies (in French)
- ADAC Truck Grand Prix homepage （页面存档备份，存于）
- Lutz Bernau Truck Racing Team （页面存档备份，存于）
- Brazilian Fórmula Truck (in Portuguese)
- Race Trucks Finland (in Finnish)
- Oxxo Racing Team Hungary （页面存档备份，存于） (in Hungarian)
- ETRC information (in Spanish)
- Last Truck Races at Oran Park 2009 （页面存档备份，存于） - Youtube video